# Jules Lombard

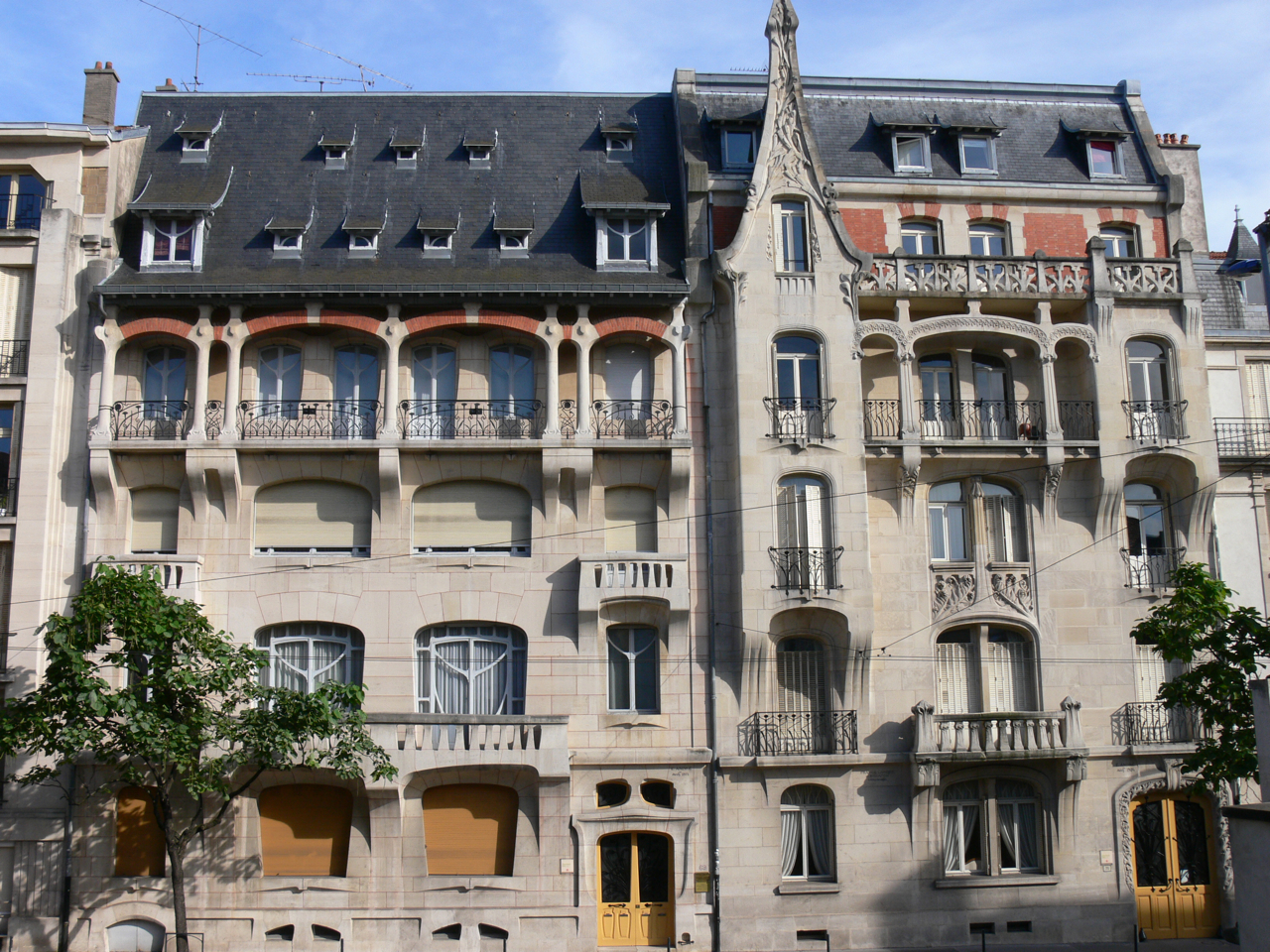
Immeuble Lombard, 69 avenue Foch à Nancy.

Jules Lombard est un maître de carrière de la Meuse et membre fondateur de l'École de Nancy.

## Biographie
Sa demeure, appelée "immeuble Lombard" ou "hôtel Lombard" et située au 69, avenue Foch à Nancy, œuvre d'Émile-André, est classée monument historique depuis 1996.